# Wild Dances (album)

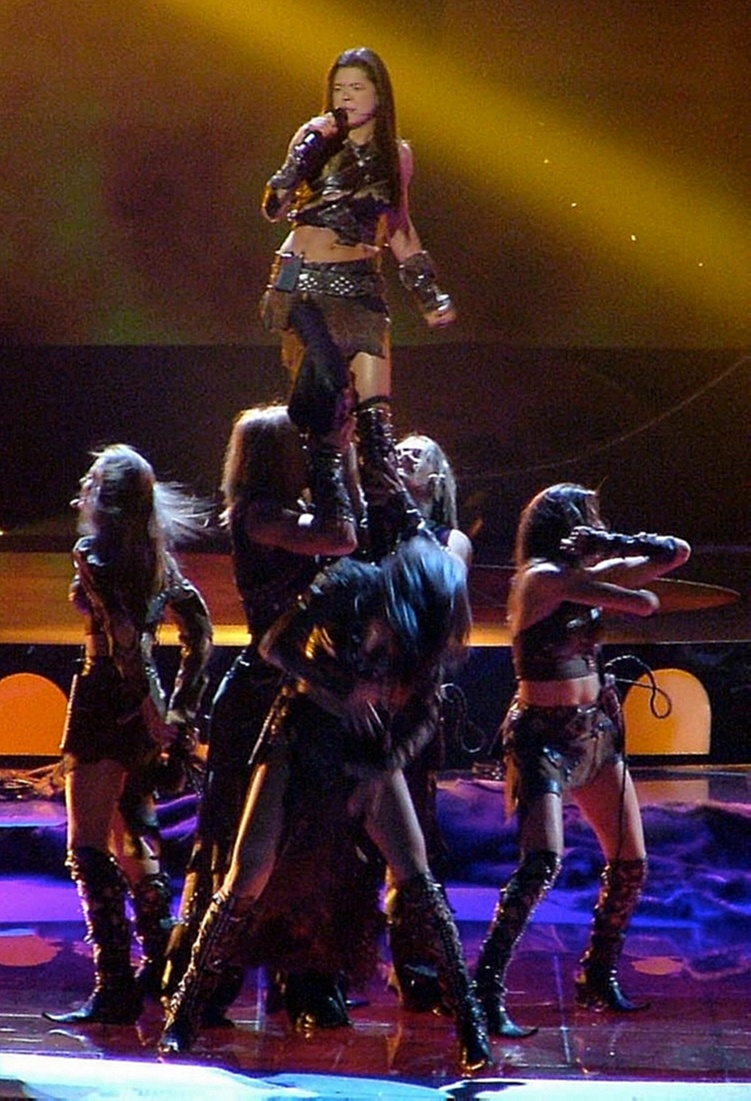
Ruslana zpívá „Wild Dances“ na Eurovision Song Contest 2004

Wild Dances je studiové album ukrajinské zpěvačky Ruslany, vítězky pěvecké soutěže Eurovision Song Contest 2004. Na Ukrajině bylo sedmkrát oceněno platinovou deskou za prodej více než 700 000 kopií. Jedná se o anglickou verzi alba Dyki tanci.

## O albu
Album a projekt Wild Dances byly inspirovány huculským etnikem obývajícím ukrajinské Karpaty, z něhož pocházel i otec Ruslany, jejich kulturou a historií. Projekt odráží hutsulské tradice, motivy a další prvky podávané z generace na generaci již z předkřesťanských dob. Realizace proběhla na základě výprav Ruslany do hor společně s týmem hudebníků, etnografů, maskérů, designérů a jiných odborníků a personálu. Její obtížně definovatelný styl spojuje prvky moderní hudby a tradičních rytmů. Častými prvky jsou práskání bičem, zvolání „hej,“ etnické bubny a další.
Píseň „Wild Dances,“ která celé album zosobňuje, vynesla Ruslaně vítězství v soutěži Eurovision Song Contest 2004. Získala 280 bodů, což bylo nejvíce v dosavadní historii soutěže. Získala také ocenění World Music Awards, které znamenalo celosvětový nárůst popularity a prezident Leonid Kučma ji jmenoval Národní umělkyní Ukrajiny a poradcem předsedy vlády Ukrajiny pro mladé lidi. Album získalo postupem času bezpočet platinových desek.

## Seznam skladeb[4][5]
| Pořadí | Název                                | Autor                                                        | Délka |
| ------ | ------------------------------------ | ------------------------------------------------------------ | ----- |
| 1.     | Wild Dances                          | Ruslana, O. Ksenofontov, Jamie Maher, Fayney, Sherena Dugani | 3:00  |
| 2.     | Dance with the Wolves                | Ruslana, Romy Rom, Music Mike                                | 3:57  |
| 3.     | Accordion Intro                      | Ruslana                                                      | 1:00  |
| 4.     | The Same Star                        | Ruslana, O. Ksenofontov, Steve Balsamo, Romy Rom, Music Mike | 4:19  |
| 5.     | Play, Musician                       | Ruslana, O. Ksenofontov                                      | 3:53  |
| 6.     | Like a Hurricane                     | Ruslana, Jemie Maher, Fayney, Sherena Dugani                 | 2:36  |
| 7.     | The Tango We Used to Dance           | Ruslana, Romy Rom, Music Mike                                | 3:45  |
| 8.     | Wild Dances (Harem's Club Mix)       | Ruslana, O. Ksenofontov                                      | 3:16  |
| 9.     | Wild Dances (Part 2)                 | Ruslana, O. Ksenofontov, Music Mike, Romy Rom                | 3:59  |
| 10.    | Wild Passion                         | Music Mike, Romy Rom                                         | 4:00  |
| 11.    | Arkan ()                             | Ruslana, O. Ksenofontov                                      | 3:38  |
| 12.    | Kolomyjka ()                         | Ruslana, O. Ksenofontov                                      | 4:00  |
| 13.    | Hutsul Girl ()                       | Ruslana, O. Ksenofontov, A. Babkin                           | 3:53  |
| 14.    | Play, Musician (Deep Mix)            | Ruslana, O. Ksenofontov                                      | 3:58  |
| 15.    | Wild Dances (Harem's Percussion Mix) | Ruslana, O. Ksenofontov                                      | 2:52  |

## Žebříčky
| Země     | Žebříček                         | Vrchol |
| -------- | -------------------------------- | ------ |
| Ukrajina | UMKA November 2004               | 1      |
| Ukrajina | UMKA The best of pop-CDs of 2005 | 1      |
| Ukrajina | UMKA The first-half of 2005      | 3      |
| Ukrajina | UMKA The best of 2004            | 4      |
| Ukrajina | UMKA The best of the best 2005   | 4      |
| Belgie   | Belgium Flanders Album Chart     | 59     |

## Ocenění
| Žebříčky                    | Provozovatel | Ocenění            | Prodaných kusů |
| --------------------------- | ------------ | ------------------ | -------------- |
| Romania Top 10 Albums Sales | DIVERTA      | Zlatá deska        | 5 000+         |
| Ukraine Album Chart         | ARIA         | 7x platinová deska | 700 000+       |

## Singly
| Singl                 | Belgie | Řecko | Ukrajina | Turecko | Rusko | Švédsko | Evropská unie | Finsko | Švýcarsko | Nizozemsko | Lotyšsko | Německo | Rakousko | Irsko | Rumunsko | Spojené království |
| --------------------- | ------ | ----- | -------- | ------- | ----- | ------- | ------------- | ------ | --------- | ---------- | -------- | ------- | -------- | ----- | -------- | ------------------ |
| Wild Dances           | 1      | 1     | 1        | 2       | 6     | 8       | 16            | 20     | 24        | 30         | 36       | 40      | 43       | 44    | 44       | 47                 |
| Dance with the Wolves | 19     | –     | 1        | –       | 105   | –       | 28            | –      | –         | –          | –        | –       | –        | –     | 95       | –                  |
| The Same Star         | 50     | –     | 1        | –       | 199   | –       | 19            | –      | –         | –          | –        | –       | –        | –     | 60       | –                  |